# Saň (Višňová)
Saň (německy Zahne) je malá vesnice, část obce Višňová v okrese Liberec u státní hranice s Polskem. Nachází se asi 2,5 kilometru severozápadně od Višňové. Saň leží v katastrálním území Andělka o výměře 9,66 km².

## Historie
První písemná zmínka o vesnici pochází z roku 1564, ale podle jiného pramene už roku 1457, kdy bratři Oldřich (Ulrich) IV. Václav a Bedřich Biberštejnové nabídli majiteli lenního statku v nedaleké Loučné, Jindřichovi (Heinrichovi) von Grießlau, ke koupi saňský mlýn nebo nějakou jinou zdejší hospodářskou budovu. Mlýn, zmiňovaný dále k roku 1603, fungoval v osadě až do roku 1945. Posledními majiteli byli Franz Schwarzbach a následně jeho zeť, kteří při mlýně provozovali vyhlášené pekařství. Po první světové válce proslul i místní hostinec, jejž provozoval jistý Karl Hermann. Tento aktivní hudebník svůj podnik rozšířil o taneční sál a pořádal zde taneční večery, oblíbené mezi mládeží z české i saské strany hranice. Ostatně právě v meziválečném období Saň nabyla charakteru letoviska.
V roce 1832 stálo v Sani 32 domů se 155 německojazyčnými obyvateli. Z hlediska farnosti příslušela k Andělce, kam také chodily místní děti do školy. K téže vsi Saň příslušela v druhé polovině 20. století jako osada a od 1. července 1980 se spolu s Andělkou stala součástí obce Višnová.

## Doprava
Z další části Višňové, z Filipovky, sem vede silnice číslo III/0355. Železniční trať Saní nevede. Nejbližší (trať číslo 037 spojující Liberec s polským Zawidówem) vede v cca 1,5 kilometru vzdálené Filipovce, v níž se nachází i železniční zastávka.

## Pamětihodnosti
- Stavení čp. 1 s hodinovou vížkou (dnes hostinec)
- Několik dalších staveb tradiční regionální architektury
- Slovanské hradiště na ostrožně severně od osady (ač katastrálně patří k Sani, bývá označováno podle bližší vsi Loučná). Bylo osídleno v 9. a 10. století a vykazuje podobnosti s dolnolužickým hradištěm Tornow
- Bývalý lom zvaný Saňská skála východně od vsi (vlevo, tj. severně od silničky do Filipovky)
- Rybníček pod domem čp. 1
- Lesnaté údolí Saňského potoka
- Vrch Jäkelberg (313 metrů) necelý kilometr severovýchodně od osady (na severním okraji sousední vsi Loučná) s výhledy do okolí
- Vrch Pohanské kameny (297 metrů) necelé dva kilometry jihovýchodně od osady – nedaleko jeho vrcholu je pověstmi opředené žulové skalisko s někdejší vyhlídkou
- Vrch Větrný (385 metrů) asi dva kilometry severozápadně od osady – nejzápadnější vrch (a nedaleko od vrcholku i bod) Frýdlantského výběžku

## Fotogalerie

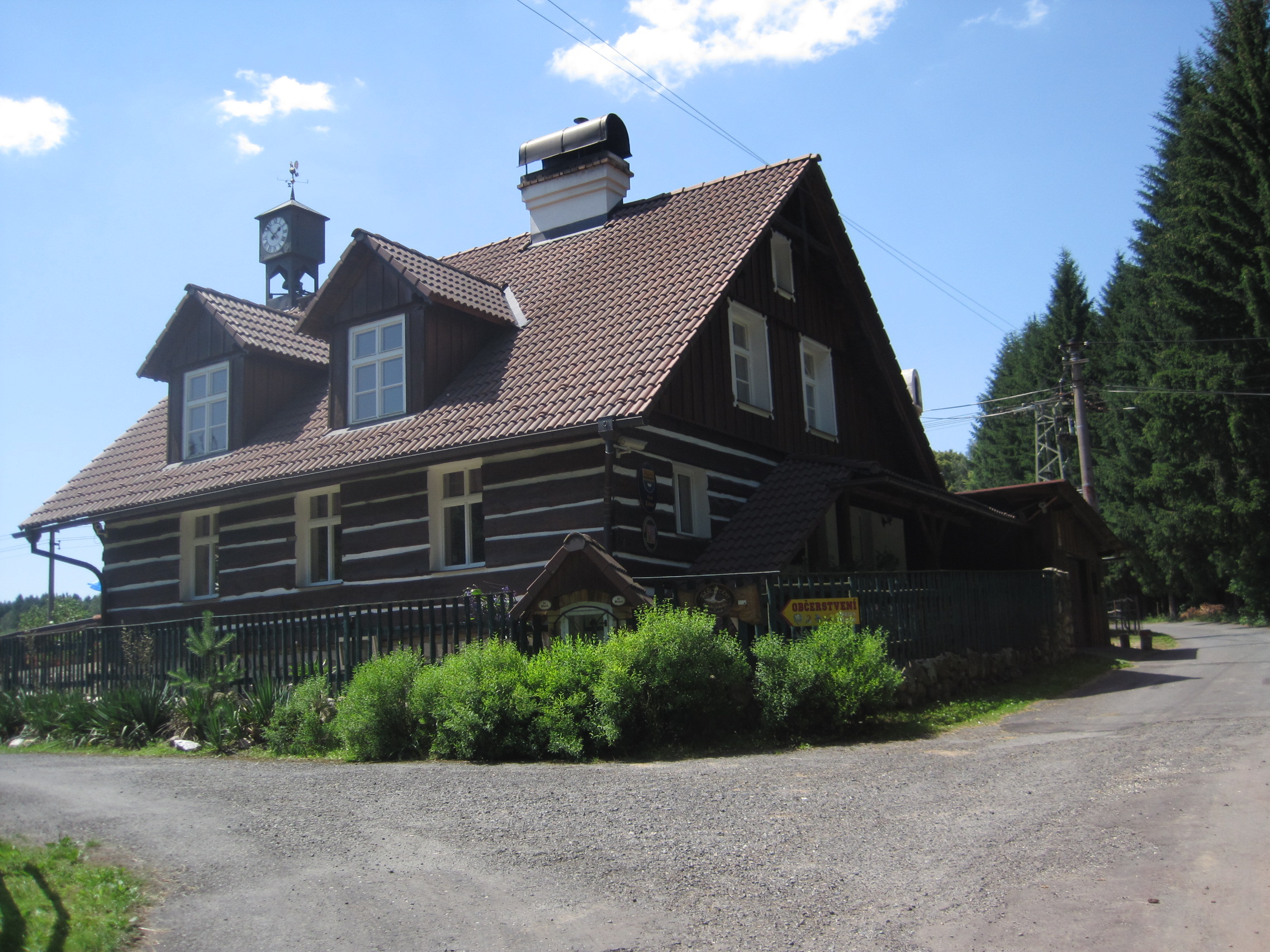
Chalupa čp. 1 (hostinec)
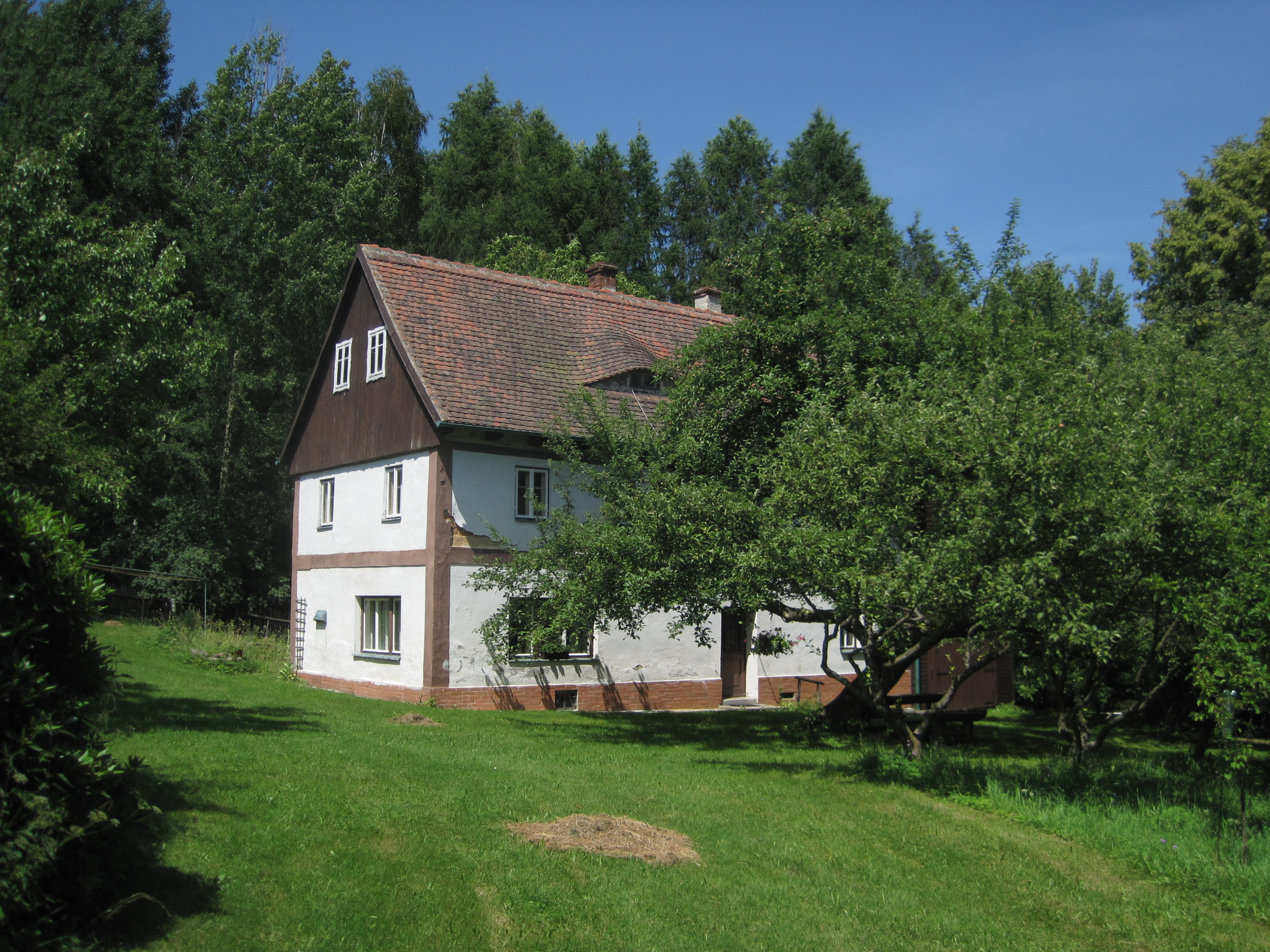
Chalupa čp. 32
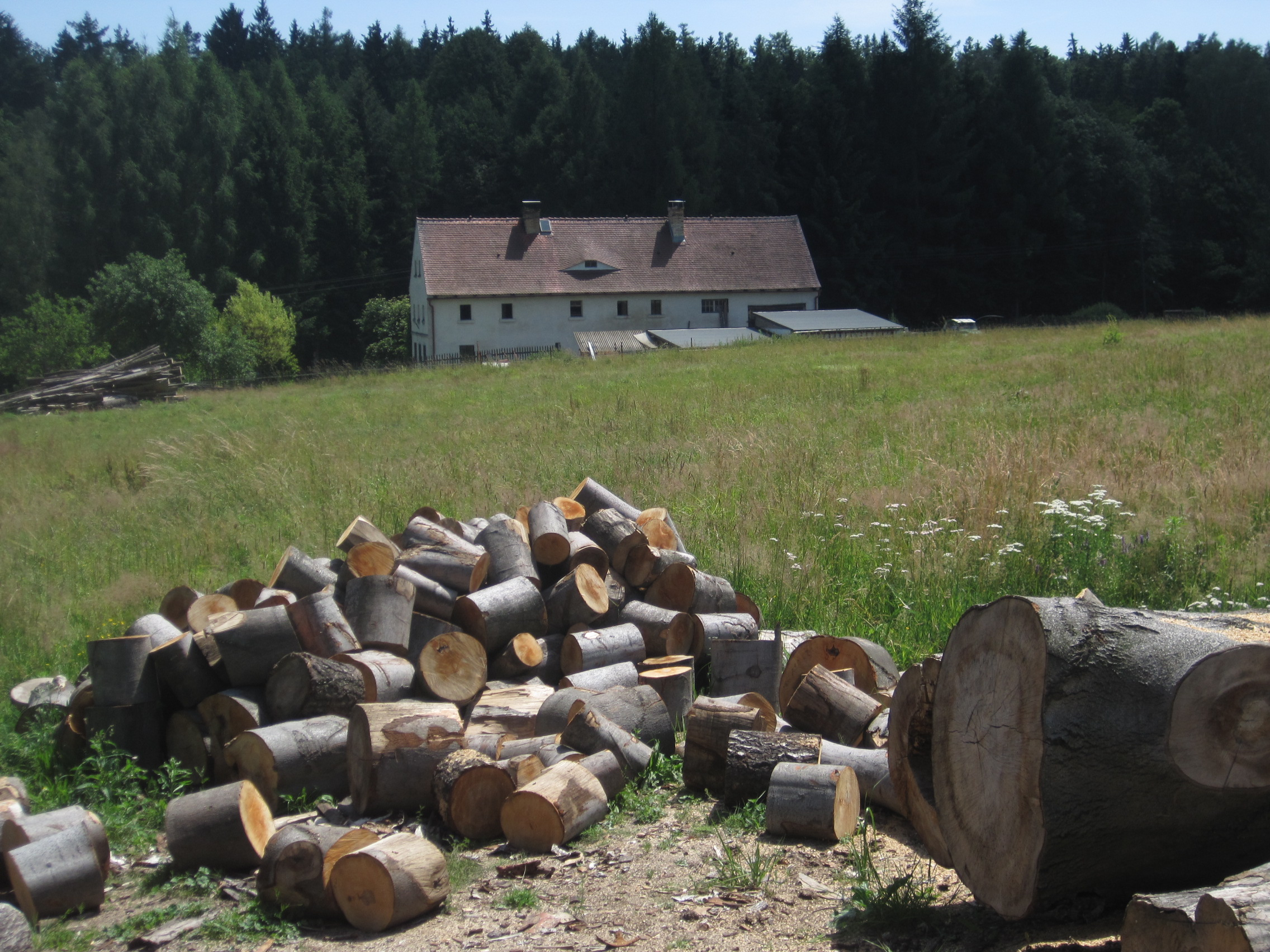
Celkový pohled na údolí Saňského potoka s chalupou če. 1
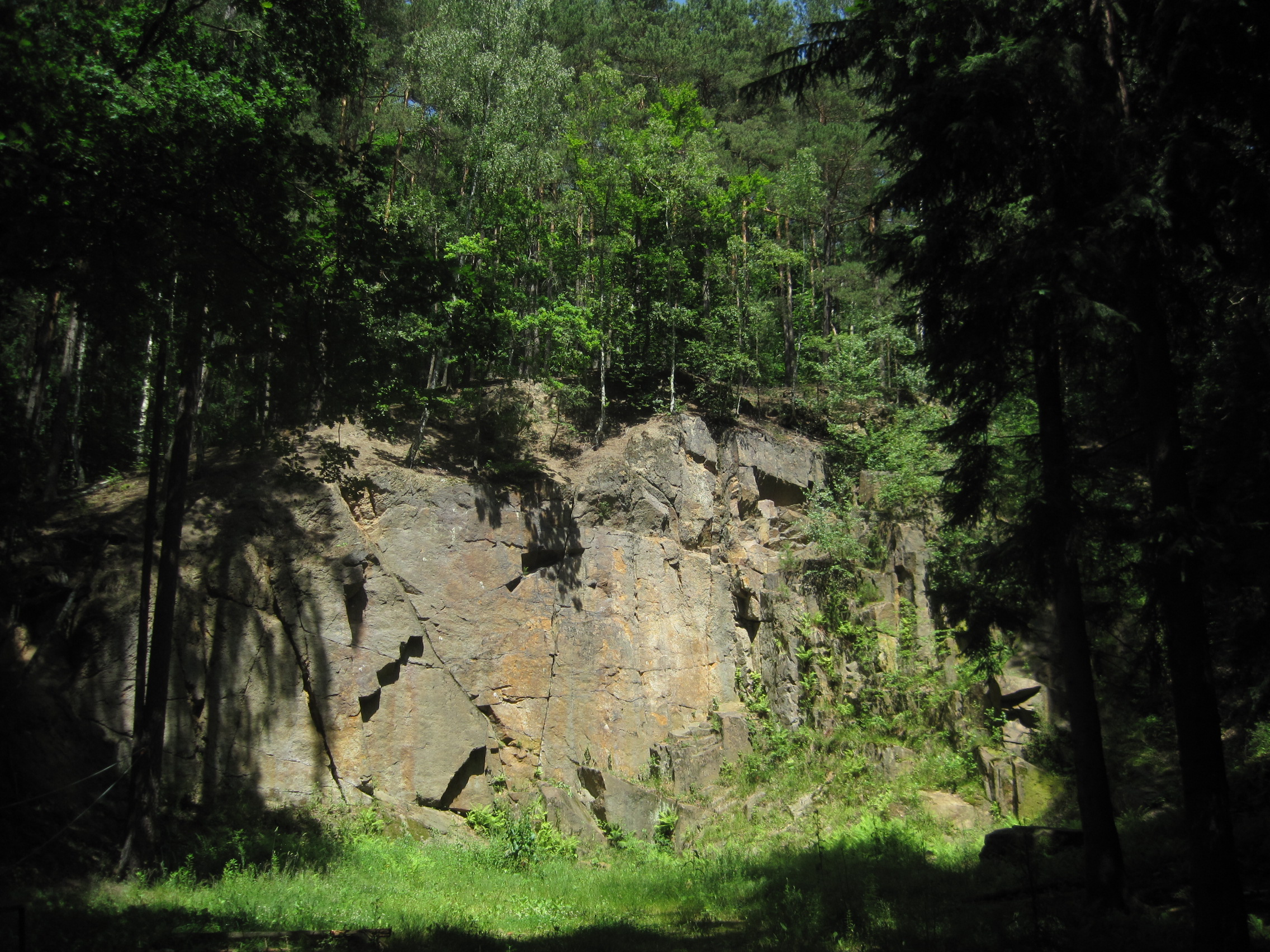
Saňská skála
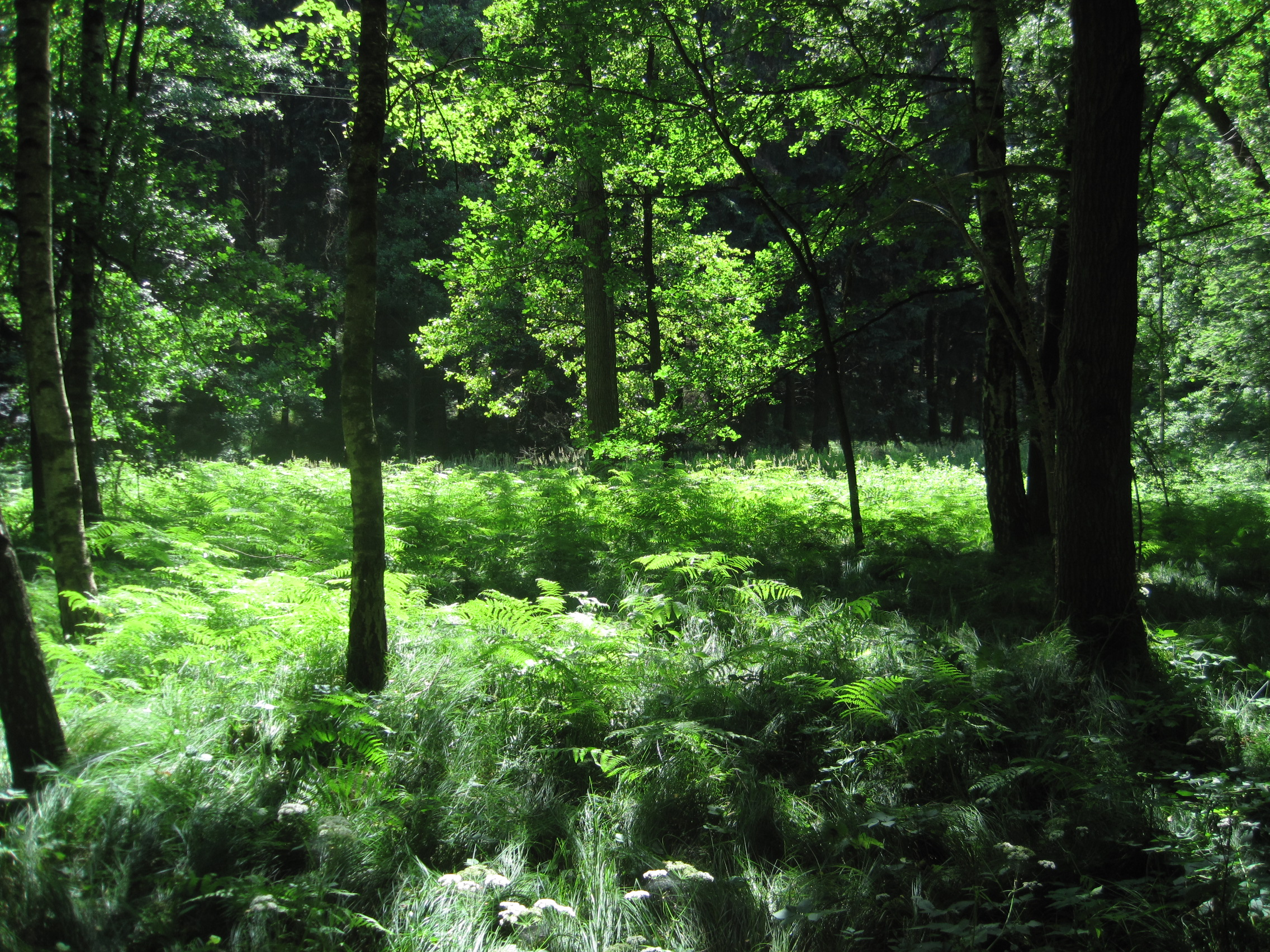
Niva Saňského potok
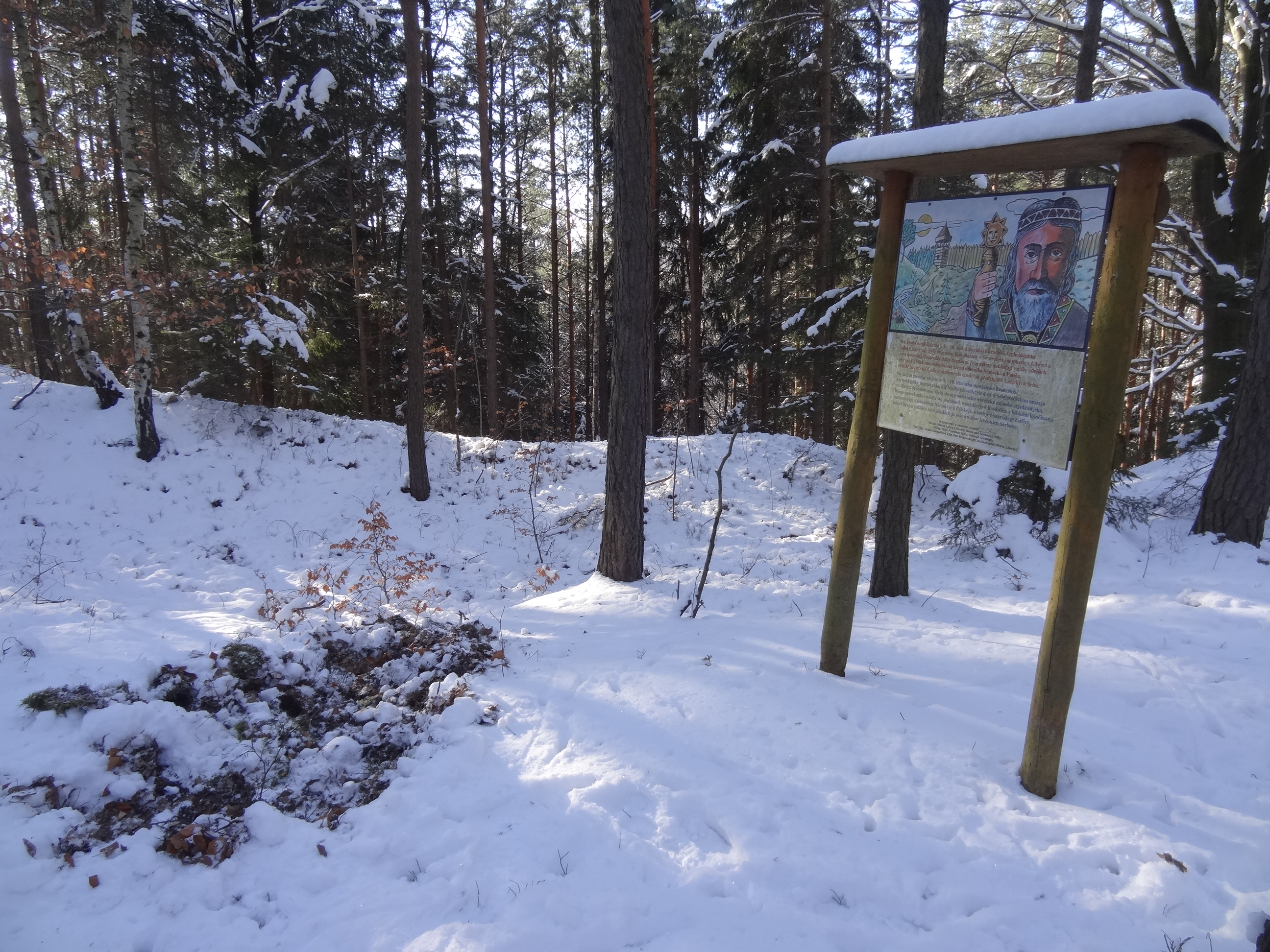
Hradiště Loučná – Saň na ostrožně nad vsí